# Wartość rynkowa
Wartość rynkowa (również wartość wymienna, wartość handlowa, ang. market value) – wartość ustalona przez rynek.
W rozumieniu ustawy o podatku od towarów i usług jest to całkowita kwota, jaką, w celu uzyskania w danym momencie danych towarów lub usług, nabywca lub usługobiorca na takim samym etapie sprzedaży jak ten, na którym dokonywana jest dostawa towarów lub świadczenie usług, musiałby, w warunkach uczciwej konkurencji, zapłacić niezależnemu dostawcy lub usługodawcy.
W przypadku gdy nie można ustalić porównywalnej dostawy towarów lub świadczenia usług, przez wartość rynkową rozumie się:
a) w odniesieniu do towarów – kwotę nie mniejszą niż cena nabycia towarów lub towarów podobnych, a w przypadku braku ceny nabycia, koszt wytworzenia, określone w momencie dostawy,
b) w odniesieniu do usług – kwotę nie mniejszą niż całkowity koszt poniesiony przez podatnika na wykonanie tych usług.